# Chaetopyrena penicillata
Chaetopyrena penicillata är en svampart som först beskrevs av Karl Wilhelm Gottlieb Leopold Fuckel, och fick sitt nu gällande namn av Franz Xaver von Höhnel 1918. Chaetopyrena penicillata ingår i släktet Chaetopyrena, divisionen sporsäcksvampar och riket svampar.   Inga underarter finns listade i Catalogue of Life.